# Raión de Konakovo
El raión de Konakovo (ruso: Конако́вский райо́н) es un distrito administrativo y municipal (raión) ruso perteneciente a la óblast de Tver. Se ubica en el sureste de la óblast. Su capital es Konakovo.
En 2021, el raión tenía una población de 71 623 habitantes.
El raión es limítrofe al sur con la vecina óblast de Moscú.

## Subdivisiones
Comprende 187 núcleos de población distribuidos en 16 gobiernos locales, que son los siguientes:
- 1 ciudad:
  - Konakovo (la capital)
- 5 asentamientos de tipo urbano:
  - Izoplit
  - Kozlovo
  - Novozavídovski
  - Rádchenko
  - Rédkino
- 10 asentamientos rurales:
  - Vajónino
  - Gorodniá
  - Dmítrova Gorá
  - Zavídovo (con capital en Mokshinó)
  - Kozlovo
  - Pervoye Maya
  - Ruchyí
  - Sélijovo
  - Stároye Mélkovo
  - Yúryevo-Dévichye